# Röllingshain
Röllingshain ist ein Ortsteil der Gemeinde Claußnitz im sächsischen Landkreis Mittelsachsen. Er wurde am 1. April 1948 eingemeindet.

## Geografie

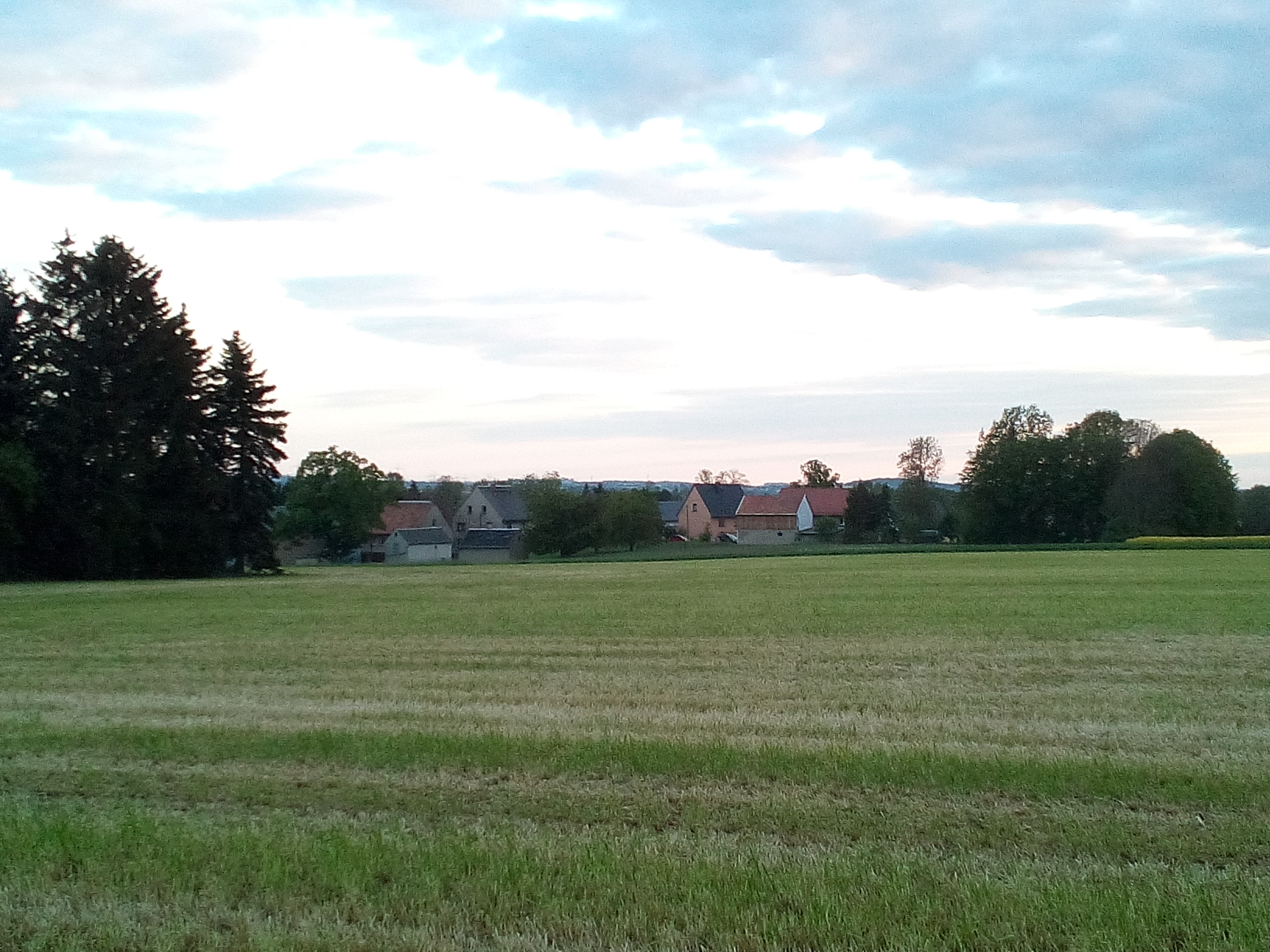
Ortsansicht von Röllingshain

### Geografische Lage und Verkehr
Röllingshain ist der östlichste Ortsteil der Gemeinde Claußnitz. Er besteht aus drei parallel verlaufenden Straßen, die sich in Ost-West-Richtung erstrecken. Im Westen geht der Ort in die Bebauung von Claußnitz über. Der durch den Ort fließende Bach entwässert in die Chemnitz. Nordwestlich des Orts verläuft die Staatsstraße 241.

### Nachbarorte
|           | Königshain                                  | Altmittweida |
| Claußnitz | Kompassrose, die auf Nachbargemeinden zeigt |              |
|           | Garnsdorf                                   | Ottendorf    |

## Geschichte

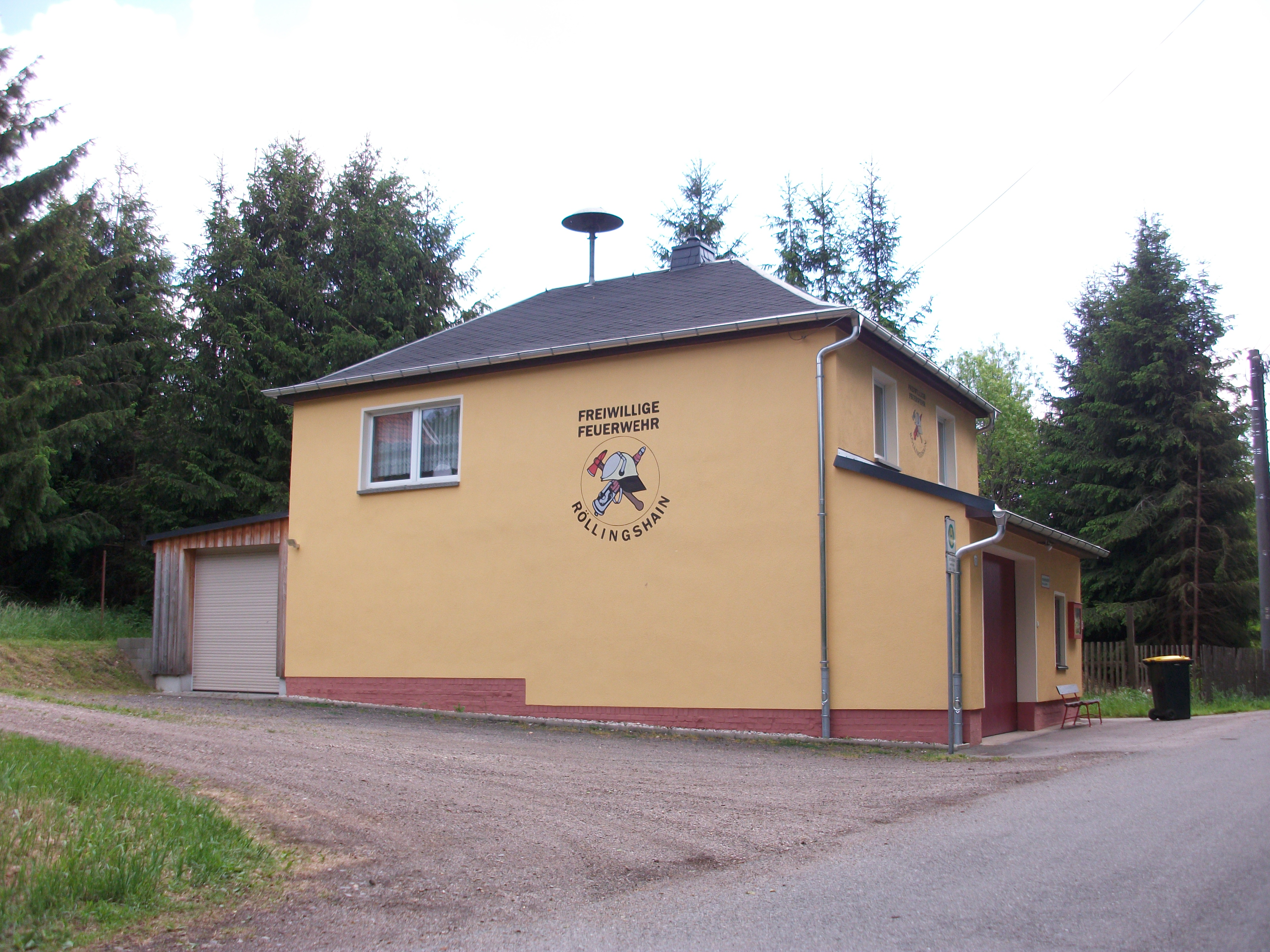
Freiwillige Feuerwehr Röllingshain

Das Waldhufendorf Röllingshain wurde im Jahr 1208 als Reinoldeshagen erwähnt. Der Ort gehörte ursprünglich zum Besitz des Klosters Zschillen, das im Jahr 1543 mit dem gesamten Besitz an Herzog Moritz von Sachsen kam. Dieser säkularisierte es umgehend und vertauschte es an die Herren von Schönburg gegen die Orte Hohnstein, Wehlen und Lohmen in der heutigen Sächsischen Schweiz. Daher kam für den Ort und die Klosteranlage der Name Wechselburg auf. Seitdem wurde Röllingshain als östlichstes Amtsdorf der schönburgischen Herrschaft Wechselburg geführt, welche den Herren von Schönburg unter wettinischer Oberhoheit gehörte. Kirchlich gehört Röllingshain seit jeher zu Claußnitz. Bis 1773 gingen die Röllingshainer Kinder nach Claußnitz zur Schule. Danach unterrichtete im Ort ein Wanderlehrer, bis 1792 ein erstes Schulhaus erbaut wurde. Im Rahmen der administrativen Neugliederung des Königreichs Sachsen wurde Röllingshain als Teil der schönburgischen Lehnsherrschaft Wechselburg im Jahr 1835 der Verwaltung des königlich-sächsischen Amts Rochlitz unterstellt. Im Jahr 1856 kam Röllingshain zum Gerichtsamt Burgstädt und 1875 an die neu gegründete Amtshauptmannschaft Rochlitz (seit 1939: Landkreis).
Die Eingemeindung von Röllingshain nach Claußnitz erfolgte am 1. April 1948. Infolge der zweiten Kreisreform in der DDR kam Röllingshain als Ortsteil der Gemeinde Claußnitz am 25. Juli 1952 zum neugebildeten Kreis Rochlitz, wurde allerdings nur wenige Monate später am 4. Dezember des gleichen Jahres dem Kreis Chemnitz-Land im Bezirk Chemnitz (1953 in Kreis Karl-Marx-Stadt-Land und Bezirk Karl-Marx-Stadt umbenannt) angegliedert. Seit der Schließung der Röllingshainer Einklassenschule im Jahr 1959 gehen die Schüler nach Claußnitz zur Schule.
Im Jahr 1990 kam Röllingshain als Ortsteil der Gemeinde Claußnitz zum sächsischen Landkreis Chemnitz. Infolge der sächsischen Kreisreform kam die Gemeinde Claußnitz mit ihren Ortsteilen im August 1994 zum neugebildeten Landkreis Mittweida und im Jahr 2008 nach einer weiteren Kreisreform zum heutigen Landkreis Mittelsachsen.